# Schimbul de populație între Polonia și Ucraina sovietică

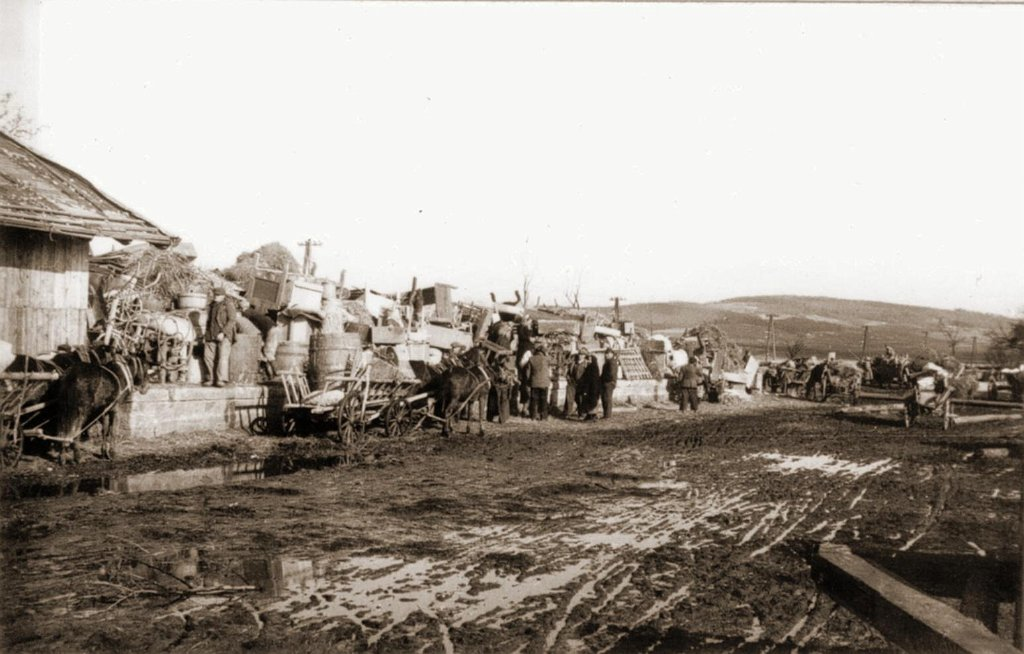
Mutarea ucrainenilor din satul Nowosielce din powiatul Sanok, martie 1946

Schimbul de populație între Polonia și Ucraina sovietică, care a avut loc la sfârșitul celui de-al Doilea Război Mondial, s-a bazat pe tratatul semnat pe 9 septembrie 1944 de RSS Ucraineană și nou formatul Comitet Polonez de Eliberare Națională (în poloneză Komitet Wyzwolenia Narodowego, PKWN). Schimbul de populație a afectat aproximativ 1,6 milioane de oameni.

## Istoric
Transferul populației, care a avut loc între 1944 și 1946, a devenit parte a unei mișcări de masă a persoanelor expulzate din locurile lor de baștină lor în procesul de omogenizare etnică în rândul tuturor națiunile din Europa Centrală și de Est.
Noua frontieră dintre Polonia postbelică și Uniunea Sovietică de-a lungul Liniei Curzon, așa cum o ceruse liderul sovietic Iosif Stalin la Conferința de la Yalta cu aliații occidentali, a fost ratificată de toate părțile. A urmat un schimb de populație care a afectat aproape jumătate de milion de etnici ucraineni și aproximativ 1,1 milioane de polonezi și evrei polonezi.
Zonele estice și centrale ale republicilor sovietice occidentale au rămas neschimbate, dar regiunile vestice ale Ucrainei și Belarusului au fost extinse foarte mult în detrimentul celei de-a doua Republici Poloneze. Așa-numita repatriere se referea la atât la populația rurală, dar în egală măsură și la locuitorii capitalelor provinciale, toți aceștia fiind rupți de bazinele lor economice de dinainte de război (Grodno, Brest, Lviv, Przemyśl). Aproximativ 480.000 de oameni din Zakerzonia⁠(d), aflat la vest de Linia Curzon, au fost mutați la vest de noua frontieră, în teritoriul care a devenit parte a republicilor sovietice ucrainene și belaruse.
Prin semnarea acordului din septembrie 1944, persoanele cărora li s-a cerut să se înregistreze pentru relocare au fost identificate doar prin etnice, nu prin țara în care s-au născut. Ucrainenii care locuiau la vest de graniță au fost obligați să se înregistreze la autoritățile poloneze, iar polonezii care locuiau la est de aceasta să se înregistreze la NKVD-ul sovietic. Pentru a garanta eficiența și pentru a preveni transportul vagoanelor goale, au fost folosite aceleași trenuri pentru transferul în ambele direcții. Potrivit statisticilor oficiale, înainte de primăvara anului 1945, polonezii din satele din Ucraina numărau 453.766 de persoane (58% din totalul polonezilor), în timp ce locuitorii orașelor constituiau 41,7% din total, sau 328.908 de oameni.
Numărul ucrainenilor înregistrați între octombrie 1944 și septembrie 1946 a fost de 492.682. Dintre aceștia, 482.880 de persoane au fost în cele din urmă mutate în Ucraina Sovietică, stabilindu-se în principal în regiunile vestice Ternopil, Ivano-Frankivsk și  Lviv, regiunile sudice și sud-vestice  Mîkolaiiv și Dnipropetrovsk, și într-o măsură mai mică regiunea Donbas din estul Ucrainei. Cele mai ample relocări ale ucrainenilor din Polonia au avut loc în powiatele de frontieră Hrubieszów, Przemyśl și Sanok și într-o mai mică măsură din powiatele Lubaczów, Tomaszów, Lesko, Jarosław și Chełm.

## Organizarea și transportul
În timpul campaniei de reinstalare, toate persoanele eligibile au fost obligate să se înregistreze la comisiile districtuale locale poloneze înființate în orașele-cheie Jarosław, Gorlice, Krasnystaw, Chełm, Lublin, Biłgoraj, Jasło, Zamość și [Nowy Sącz]]. Comisiile, care erau formate atât din comuniști polonezi, cât și din personal sovietic, nu erau responsabile doar de înregistrarea, coordonare și înlesnirea transportul persoanelor, ci și de desfășurarea activităților de propagandă în rândul populației țintă. Cu ajutorul propagandei, care a promis în mod fals ucrainenilor condiții de viață mai bune în Ucraina sovietică, acțiunea de reinstalare a înregistrat inițial un important succes. Cu toate acestea, numărul cererilor de relocare a scăzut considerabil până la jumătatea anului 1945, deoarece s-au răspândit zvonuri cu privire la condițiile reale ale mutării și, respectiv, cu privire la interdicția de mutare din Ucraina sovietică a persoanelor relocate.
În august 1945, campania de relocare a intrat într-o fază nouă. Pentru ca să atingă obiectivul politic al relocării populației de etnie ucraineană din Polonia, guvernul polonez a abandonat caracterul relativ blând al politicii în favoarea unei abordări mai agresivă. A existat o rezistență semnificativă a unei anumite părți a populației ucrainene, deoarece mulți dintre ucraineni nu au vrut să-și abandoneze pământurile strămoșești și să se mute în Ucraina sovietică. Pentru rezolvarea impasului în care ajunsese procesul de mutare, au fost desfășurate forțe de securitate poloneze și sovietice ( KBW și  MVD) pentru a-i forța oamenii să se mute. Cu timpul, caracterul propagandistic de „relocare voluntară” a fost abandonat. Locuitorii unor sate întregi au fost forțați să își părăsească locuințele și au fost obligați să se îmbarce în transporturi cu destinația Uniunea Sovietică. Într-un singur an, iulie 1945-iulie 1946, aproximativ 400.000 de ucraineni și ruteni au fost dezrădăcinați și deportați în acest mod. Operațiunea de relocare s-a încheiat în septembrie 1946.

Campania de reinstalare a ucrainenilor a fost în mare parte menită să elimine orice bază pentru Armata Insurecțională Ucraineană (UPA), care se făcea vinovată de masacrele din Volânia și Galiția de Est  începând cu anul 1943. UPA a reușit într-o oarecare măsură să perturbe transferurile de populație din perioada 1944-1946. Dificultățile în înfrângerea insurgenței UPA au determinat guvernele comunist polonez și sovietic să inițieze în 1947 Operațiunea Vistula, prin care ucrainenii rămași în sud-estul Poloniei au fost relocați în așa-numitele „Teritorii recuperate”. Orest Subtelny, un istoric canadian cu origini ucrainene, a tras concluzia conform căreia „separarea celor două popoare a fost o precondiție necesară pentru dezvoltarea unei relații reciproc avantajoase între ele. Se pare că, vechea zicală «gardurile bune înlesnesc buna vecinătate» a fost dovedită ca adevărată încă o dată”.